# Pomme de Risoul
La pomme de Risoul est un fruit de taille moyenne, jaune et vermillon strié, au goût acidulé et très parfumé. Elle est inscrite depuis 1985 au catalogue officiel des espèces et variétés de plantes cultivées en France, dans la liste des variétés anciennes d'amateurs pour la région sud-est.

## Histoire

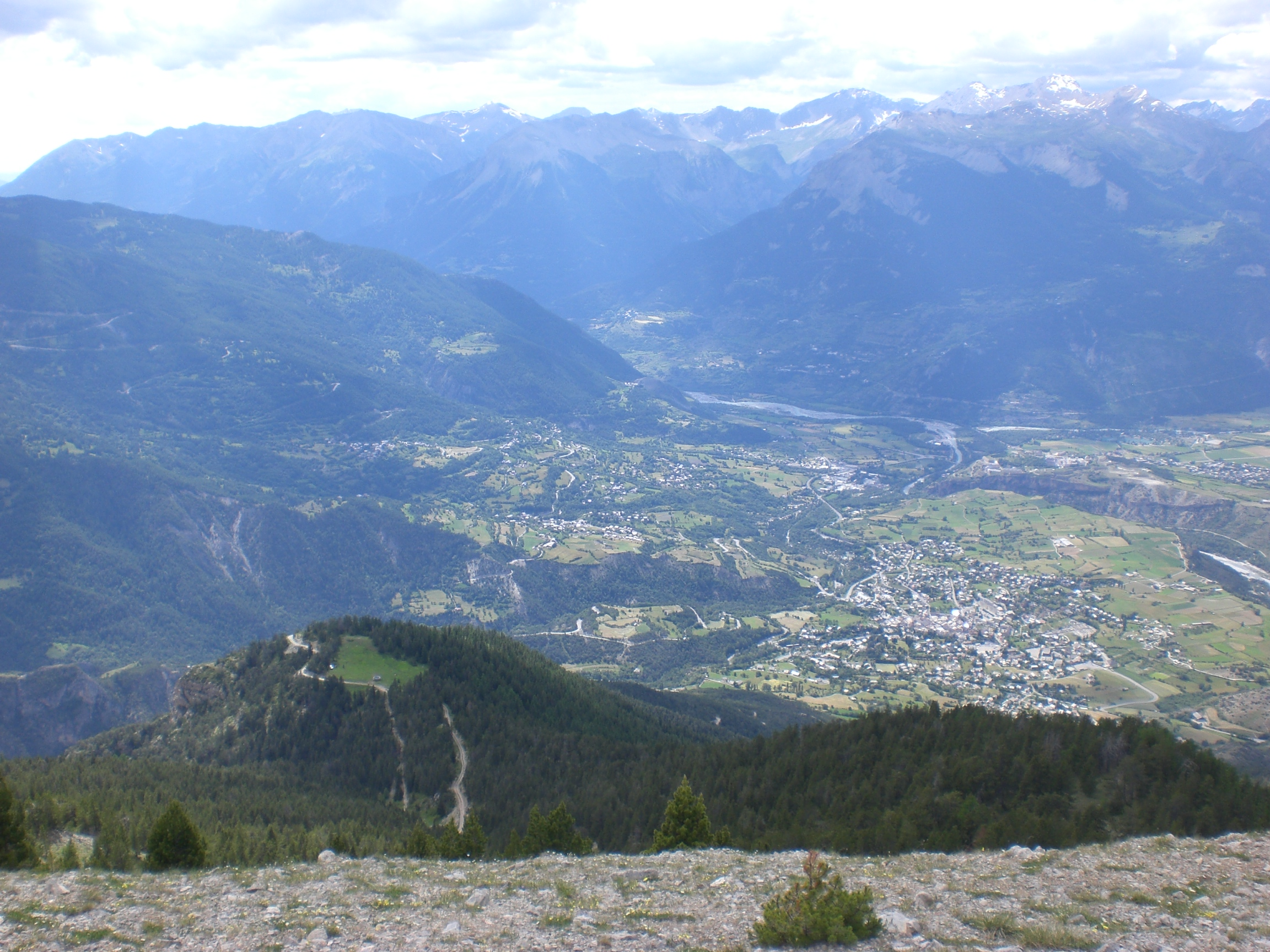
Vallée du Guil, terroir de la pomme de Risoul

Elle est cultivée depuis plusieurs siècles dans la région de Risoul, où elle a longtemps constitué une part essentielle de l'alimentation des Risoulins. À son apogée dans les années 1940-1960, sa production représentait une activité importante pour toute la vallée du Guil. À cette époque les pommes de Risoul étaient même exportées jusqu'en Afrique du Nord. 
Son déclin a commencé avec l'avènement de la Golden et de variétés américaines dans les années 1960, le coup de grâce étant asséné par le développement de nouvelles technologies permettant une conservation de plus en plus longue.
De nombreux pommiers ont subsisté, parfois inexploités, sur toute la commune de Risoul et notamment dans les vergers de la Rua et des Isclasses. La pomme de Risoul connait de nos jours un regain grâce à l'intérêt en hausse pour les produits régionaux. Sa production est aujourd'hui principalement transformée en un excellent jus de pomme offert à la vente dans la plupart des commerces de la station de Risoul et du canton.

## Aire de production
On ne la trouve que dans la région de Risoul.

## Culture
Époque de floraison moyenne, maturité tardive. L'arbre est peu sensible aux parasites.
Cette pomme est réputée pour son excellente conservation allant de trois à neuf mois. Les anciens la conservaient dans le foin, en grenier ou en cave, jusqu'au début de l'été.